# Докшицкая возвышенность
До́кшицкая возвы́шенность (бел. До́кшыцкае ўзвы́шша) — северная часть Минской возвышенности. Расположена в центральной части Докшицкого района Витебской области Белоруссии.
Западная часть возвышенности граничит с Нарочано-Вилейской низменностью, северо-западная — со Свенцянской возвышенностью, северная и восточная — с Верхнеберезинской низменностью. Долина реки Поня отделяет южную часть территории от Плещеницкой возвышенности, также входящей в состав Минской возвышенности.
Средняя высота составляет около 200 м над уровнем моря. Максимальной высотой 222,9 м обладает безымянная вершина, расположенная возле западной окраины деревни Антоны. На вершине установлен геодезический знак — триангулятор.
Возвышенность является частью водораздела между бассейнами Балтийского и Чёрного морей. На её территории расположены истоки рек Зуйка (бассейн Немана) и Березина (бассейн Днепра)[уточнить].